# Хун Кэсинь
Хун Кэсинь (кит. упр. 洪可新, пиньинь Hong Kexin; род. 6 января 2003, Нанкин) — китайская спортсменка, занимается вольной борьбой, бронзовый призёр летних Олимпийских игр 2024 года, призёр Азиатских игр.

## Карьера
С 2023 года является членом сборной Китая по женской борьбе. 5 октября 2023 года на Азиатских играх в китайском Ханчжоу, победив в схватке за 3 место, Эрхембаярин Даваачимег из Монголии, стала бронзовым призёром. В апреле 2024 года в Бишкеке она участвовала в азиатском квалификационном турнире, где получила квоту для Китая на Олимпийские игры в Париже.

## Личная жизнь
Она учится в Нанкинском спортивном университете.

## Достижения
- Азиатские игры 2022 — ;
- Олимпийские игры 2024 — ;